# Betty Malmberg
Karin Betty Kristina Malmberg, född Schotte 3 maj 1958 i Spånga församling, Stockholm, är en svensk politiker (moderat). Hon var riksdagsledamot mellan 2006 (statsrådsersättare 2010–2013, i övrigt ordinarie ledamot) och 2022, då hon lämnade rikspolitiken. Malmberg var invald för Östergötlands läns valkrets.

## Biografi
Malmberg är till yrket agronom. Åren 1987-1988 var hon ordförande för Saco studentråd. 
Hon är ledamot i Svenska Unescorådet.

### Riksdagsledamot
Malmberg valdes till ordinarie riksdagsledamot i valet 2006 och tjänstgjorde som sådan under mandatperioden 2006–2010. Hon kandiderade åter i riksdagsvalet 2010 och blev ersättare. Malmberg tjänstgjorde som statsrådsersättare för Gunilla Carlsson under perioden 4 oktober 2010–17 september 2013 och utsågs till ny ordinarie riksdagsledamot från och med 18 september 2013 sedan Carlsson avsagt sig uppdraget. Sedan dess har Malmberg tjänstgjort som ordinarie ledamot och blivit omvald i riksdagsvalen 2014 och 2018.
I riksdagen är hon ledamot i miljö- och jordbruksutskottet sedan 2018. Hon var ledamot i utbildningsutskottet 2006–2018 och var detta utskotts ordförande 19 september–8 december 2013. Malmberg var ledamot i kulturutskottet 2006 och ledamot i styrelsen för Stiftelsen Riksbankens jubileumsfond 2016–2020. Hon är eller har varit suppleant i bland annat EU-nämnden, miljö- och jordbruksutskottet och trafikutskottet.